# 中井太喜
中井 太喜（なかい たいき、1989年3月21日 - 2013年5月12日）は、大阪府出身の元ラグビー選手。ポジションはロック（LO）、フランカー（FL）、ナンバーエイト（No8）。身長183cm、体重95kg。

## 来歴
啓光学園高等学校（現・常翔啓光学園高等学校）時代は、高校2年時の2005年高校ラグビー大会でベスト8に進んだのが最高だった。卒業後は京都産業大学へ進学。
2011年、近鉄ライナーズに入団。1年目から頭角を現しチーム新人賞を受賞。2年目の2012年シーズンには、ジャパンラグビートップリーグ公式戦15戦に全試合出場、うち12試合に先発出場するなど活躍した。
これからの躍進が期待されていた矢先、2013年2月頃から腰と背中に痛みを訴え、4月中旬に胃や肝臓に悪性腫瘍が判明、入院し療養していた。しかし病状の進行は速く、入院から1ヶ月も経たない5月12日に大阪府枚方市の病院で胃癌により24歳で死去した。
寡黙だが、献身的にタックルを繰り出し、チームの皆から愛されていた。また好きな芸能人は、大島優子だった。